# رودي غبرت
رودي غبرت (بالفرنسية: Rudy Gobert)‏ مواليد 26 يونيو 1992، هو لاعب كرة سلة فرنسي يلعب مع فريق يوتاه جاز في الرابطة الوطنية لكرة السلة ويحمل الرقم 27. يبلغ طوله 7 قدم 1 بوصة (2.2 م).

## فرق لعب لها
- يوتاه جاز

## الميداليات
| الميدالية | المسابقة                         |
| --------- | -------------------------------- |
| برونزية   | بطولة كأس العالم لكرة السلة 2014 |

## روابط خارجية
- رودي غوبير على موقع الاتحاد الدولي لكرة السلة (الإنجليزية)
- رودي غوبير على موقع الدوري الأوروبي لكرة السلة (الإنجليزية)
- رودي غوبير على موقع إن بي أي (الإنجليزية)
- رودي غوبير على موقع سبورتس رفرنس (الإنجليزية)
- رودي غوبير على موقع كرة السلة الأوروبية.كوم (الإنجليزية)
- رودي غوبير على موقع DraftExpress.com (الإنجليزية)
- رودي غوبير على موقع إي إس بي إن.كوم (الإنجليزية)
- رودي غوبير على موقع ريلجم (الإنجليزية)
- رودي غوبير على موقع بروبوليرز (الإنجليزية)
- رودي غوبير على موقع سبورتس رفرنس (الإنجليزية)